# Deskmod

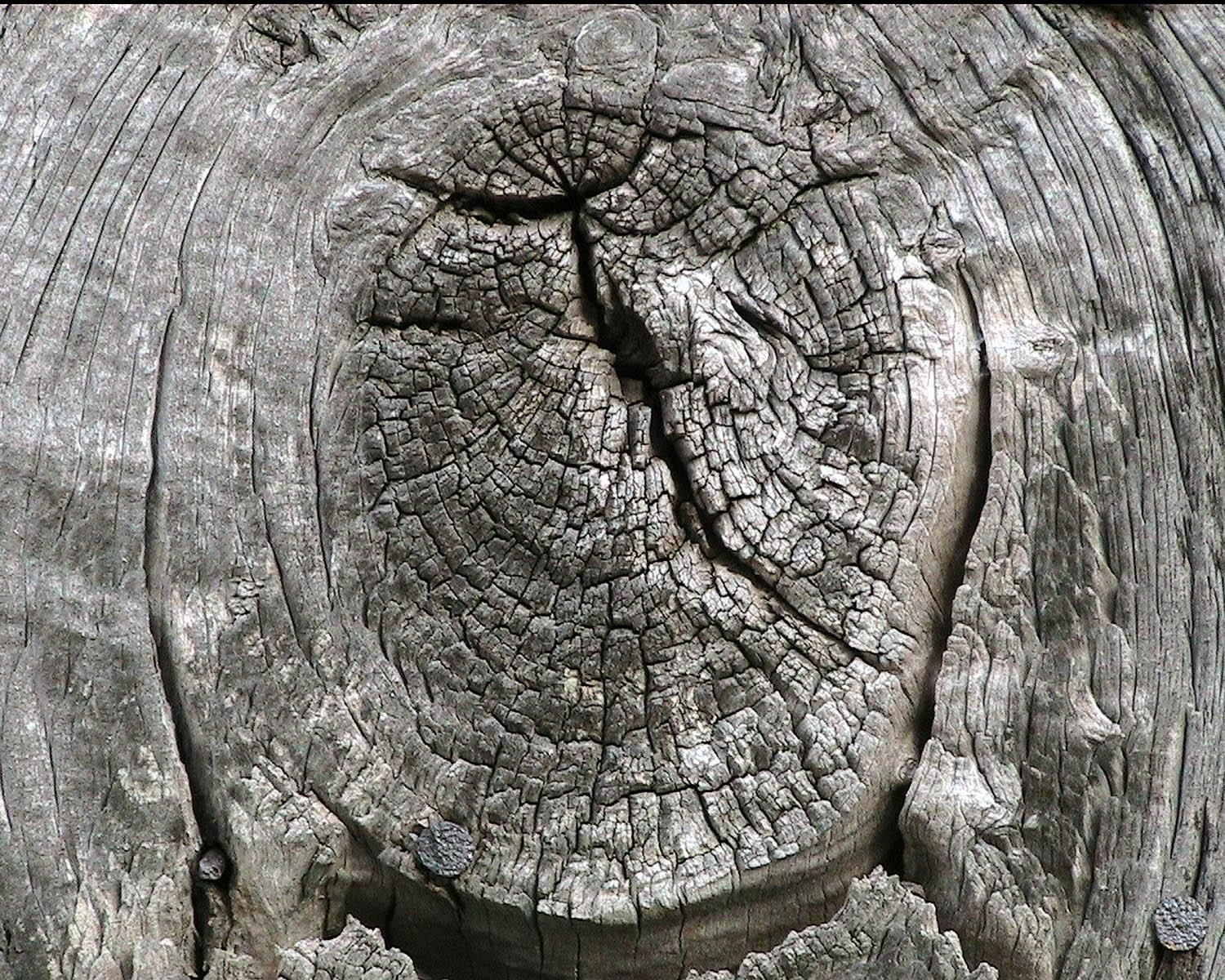
Madera de granero desgastada con nudos.

Deskmod o Desktop Modding es una forma de modificar el entorno de escritorio para hacerlo más atractivo visualmente, más funcional, o para dar un toque personal al escritorio.

## Estilos visuales
Los estilos visuales permiten cambiar la apariencia de las ventanas del sistema operativo, que pueden descargarse desde numerosos sitios en Internet.
Se pueden aplicar en Microsoft Windows con ciertos programas como WindowBlinds, StyleXP, Styler, StarSkin, algunos de ellos gratuitos y otros de pago, o con ciertos parches informáticos para el mismo fin.
En otros sistemas operativos del tipo Unix, las modificaciones se efectúan por medio del mismo entorno de escritorio con herramientas incluidas para este propósito. Algunos de estos entornos de escritorio pueden ser Gnome o Kde, en los cuales también podemos modificar y personalizar el escritorio de forma parecida a Windows.
En el caso del sistema MacOS X, también existen programas que permiten cambiar los estilos visuales. Un ejemplo de ellos puede ser ShapeShifter.

## Iconos
Los iconos, suelen reemplazarse algunos o la totalidad de los iconos incluidos por defecto, haciendo que sean más acordes con el resto del escritorio, o más agradables a la vista.
Hay múltiples programas que realizan estas funciones, por supuesto, dependiendo del sistema operativo empleado.

## Widgets
El empleo de widgets también suele ser frecuente en el deskmod.
En MacOS X, desde la versión 10.4 (o Tiger), están integrados en el sistema operativo. No obstante Yahoo! Widget Engine (antes conocido como Konfabulator) funciona en versiones anteriores de dicho sistema operativo.
En Windows xp existen varios programas que realizan esta función, como Yahoo! Widget Engine o AveDesk, mientras que en Windows Vista se encuentran integrados de manera limitada a su barra lateral, en Windows Seven se encuentran integrados a todo su escritorio, siendo el mismo como una versión extendida de la sidebar de Windows Vista
En el caso de Linux hacen falta programas externos que realicen la función de motor de widgets, disponemos de varios programas (como pueden ser gDesklets y SuperKaramba), dependiendo del entorno de escritorio que se esté usando.

## Otros elementos
Existen varios elementos que van desde fondos de escritorio, hasta skins (o máscaras) que cambian la apariencia de un programa en concreto, pasando por multitud de programas, que en muchos casos simulan funcionalidades de otros sistemas operativos.
También existen packs (paquetes) que permiten aplicar varios de estos cambios de forma sencilla y rápida (generalmente permiten conseguir la apariencia de otros sistemas operativos).